# Monameerkatze
Die Monameerkatze (Cercopithecus mona) ist eine Primatenart aus der Gattung der Meerkatzen (Cercopithecus) innerhalb der Familie der Meerkatzenverwandten (Cercopithecidae).

## Merkmale

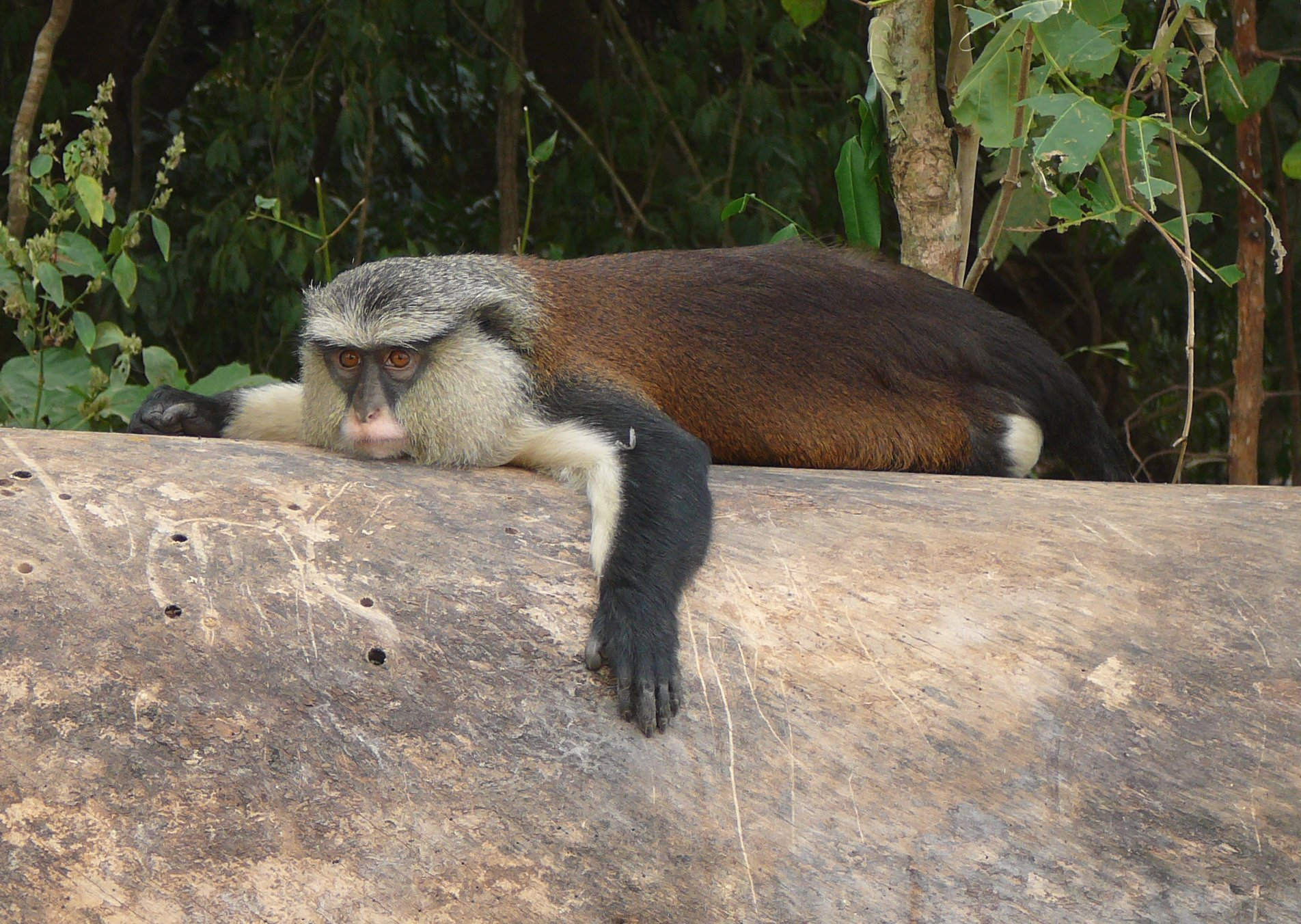
Cercopithecus mona mona in
Tafi-Atome, Ghana

Das Fell dieser Tiere ist an der Oberseite rötlichbraun und an der Unterseite weiß gefärbt. Der Bereich um die Augen ist blaugrau, die Augenbrauen sind schwarz, auf der Stirn befindet sich ein weißer Streifen. Die Haare um das Gesicht sind gelb, von den Augen zu den Ohren erstreckt sich ein schwarzer Streifen. Die Ohren tragen weiße Büschel. Sie erreichen eine Kopfrumpflänge von 35 bis 55 Zentimetern, eine Schwanzlänge von 70 bis 90 Zentimetern und ein Gewicht von bis zu 4,4 Kilogramm (Männchen) beziehungsweise 2,5 Kilogramm (Weibchen), zählen also zu den kleineren Meerkatzenarten.

## Verbreitungsgebiet und Lebensraum
Ihr Verbreitungsgebiet umfasst das westliche Afrika und reicht von Ghana bis Kamerun, eine kleine Gruppe dieser Tiere lebt weiters auf der Karibikinsel Grenada, wohin sie von aus Afrika verschleppten Sklaven mitgebracht wurde. Ihr Lebensraum sind vorwiegend Wälder, wo sie sich sowohl auf den Bäumen als auch am Boden 

Verbreitungskarte der Monameerkatze

aufhalten können.

## Lebensweise
Monameerkatzen sind tagaktive Baumbewohner, die sich vorwiegend in den mittleren und höheren Regionen der Bäume aufhalten. Sie leben in Gruppen, die sich aus einem Männchen und mehreren Weibchen zusammensetzen und sich manchmal zu kurzlebigen, größeren Scharen von bis zu 50 Tieren zusammenschließen. Die übriggebliebenen Männchen bilden öfters Junggesellengruppen, diese sind oft kleiner und umfassen nur 2 bis 4 Tiere. Sie kommunizieren mittels Lauten, Gesichtsausdrücken und Körperhaltungen.
Sie sind Allesfresser, die sich zum überwiegenden Teil von Früchten ernähren. Im Vergleich zu anderen Meerkatzenarten nehmen sie allerdings sehr viel Insekten und sehr wenig Blätter zu sich. 
Nach einer rund fünf- bis sechs-monatigen Tragzeit bringt das Weibchen in der Regel ein einzelnes Jungtier zur Welt. Dieses wird im zweiten Lebenshalbjahr entwöhnt und mit 2 bis 5 Jahren geschlechtsreif.

## Bedrohung
Früher wurden Monameerkatzen oft als Heimtiere gehalten, diese Praxis ist kaum mehr verbreitet. Sie werden manchmal verfolgt, da sie Plantagen verwüsten. Da sie aber auch in der Nähe des Menschen leben können, sind sie relativ häufig und zählen nicht zu den bedrohten Arten.